# Augusto dos Anjos
 (février 2023).
- Si vous ne connaissez pas le sujet, laissez ce bandeau (vous pouvez alors contacter les auteurs).
- Si vous supprimez le contenu mis en cause (vous pouvez préalablement contacter les auteurs),

argumentez précisément cette suppression dans la page de discussion
(un manque de référence n'est pas un argument ; une recherche réelle de référence doit avoir été effectuée, être formellement documentée).
Augusto de Carvalho Rodrigues dos Anjos (Cruz do Espírito Santo, 20 avril 1884 – Leopoldina, 12 novembre 1914 ) est un poète brésilien, souvent considéré comme symboliste ou parnassien. Mais beaucoup de critiques, dont le poète Ferreira Gullar, l'ont classé comme pré-moderniste du fait que l'on rencontre clairement des caractéristiques expressionnistes dans ses poèmes.
Il est connu comme un des poètes les plus critiqués de son temps[réf. souhaitée], et encore aujourd'hui son œuvre est admirée tant par les profanes que par les critiques littéraires.

## Biographie
Augusto dos Anjos est né à Cruz do Espírito Santo dans le Paraíba. Son éducation littéraire a été donnée au début par son père, puis il étudie au lycée Paraibano, où il devient professeur en 1908. Poète précoce brésilien, il compose ses premiers vers à l'âge de sept ans.
En 1903 il suit des cours de droit à la Faculté de Droit de l'Université Fédérale de Pernambuco (appelée alors Faculté de Droit de Recife) où il obtient son diplôme en 1907. En 1910 il se marie à Ester Fialho. Son contact à la lecture aurait beaucoup influencé la construction de sa dialectique poétique et sa vision du monde.
Avec l'œuvre de Herbert Spencer il aurait appris l'incapacité à connaître l'essence des choses et compris l'évolution de la nature et de l'humanité. De Ernst Haeckel, il aurait absorbé le concept du monisme comme principe de la vie et le fait que la mort et la vie sont de purs faits chimiques. Arthur Schopenhauer l'aurait influencé pour percevoir que l'anéantissement de la volonté propre serait l'unique sortie pour l'être humain. Et la Bible, dont il ne conteste pas l'essence spirituelle, il l'utilise pour opposer, de manière poétiquement agressive, les pensées restantes, principalement les idées du Siècle des Lumières et du matérialisme qui, se divinisant, émergent à son époque.
Cette philosophie, loin du contexte européen où elle est née, était pour Augusto dos Anjos la démonstration de la réalité qu'il voyait autour de lui, avec la crise d'un mode de production pré-matérialiste, les propriétaires faisant faillite et les anciens esclaves étant dans la misère. Le monde serait alors représenté selon lui comme rempli de tragédie, chaque être y vivant de sa naissance à sa mort.
Pour son métier d'instituteur il se déplace à Rio de Janeiro où il enseigne dans plusieurs établissements. Il meurt d'une pneumonie le 12 novembre 1914 à quatre heures du matin, à l'âge de 30 ans, à Leopoldina dans le Minas Gerais, alors qu'il est directeur d'un groupe scolaire.
Durant sa vie il publie plusieurs poèmes dans des périodiques. Le premier est Saudade, en 1900. En 1912 il publie son unique recueil de poésie, Eu. Après sa mort, son ami Órris Soares organise une édition appelée Eu e Outras Poesias (Moi et autres poèmes) contenant des poèmes jusqu'alors non publiés par l'auteur.

### Curiosités biographiques
- Il y a dans ses poèmes un personnage récurrent, un pied de tamarinier, qui existe encore vers son lieu de naissance.
- Son ami Órris Soares raconte qu'Augusto dos Anjos avait pour habitude de composer « de tête », gesticulant et prononçant les vers de manière excentrique, et qu'il transcrivait seulement après le poème sur papier.
- Selon Eudes Barros, quand il habitait à Rio de Janeiro avec sa sœur, Augusto dos Anjos avait l'habitude de composer dans l'arrière-cour de la maison, à voix haute, ce qui fait que sa sœur pensait qu'il était fou.
- Bien qu'il soit mort de pneumonie, il est souvent cru qu'il est mort de tuberculose, peut-être parce que cette maladie est souvent mentionnée dans ses poèmes.

## Œuvre poétique
La poésie brésilienne était dominée par le symbolisme et le parnassien, styles dont le poète hérita sur certaines caractéristiques formelles, mais pas sur le contenu. L'incapacité de l'homme à exprimer son essence à travers une "langue paralytique" et la tentative d'utiliser le vers pour exprimer de la forme la plus crue la réalité étaient son appropriation du travail exhaustif sur le vers fait par le poète parnassien. L'érudition utilisée uniquement pour répéter le modèle formel classique est rompue par Augusto dos Anjos, qui cherche à utiliser la forme classique avec un contenu qui la subvertit, à travers une tension qui rompt avec elle et un thème qui l'attire, la science.
L'œuvre d'Augusto dos Anjos peut être divisée, bien que sans rigueur, en trois phases. La première est très influencée par le symbolisme et est sans l'originalité qui marquera les phases ultérieures. À cette phase appartiennent {lang|pt|Saudade} et Versos Íntimos. La seconde possède le caractère de sa vision du monde particulière. Le sonnet Psicologia de um Vencido en est un exemple. La dernière correspond à sa production la plus complexe et mature, et inclut Ao Luar.
Sa poésie choqua beaucoup, en particulier les poètes parnassiens, mais c'est aujourd'hui un des poètes brésiliens les plus réédités. Sa popularité est principalement due au succès parmi les couches populaires brésiliennes et la distribution faite par les modernistes.
À ce jour plusieurs éditeurs brésiliens publient le recueil posthume Eu e Outras Poesias.

### Critique littéraire
Son langage organique, très scientifique et agressivement cru, mais toujours rythmé de jeux de mots, idées et rimes géniales, causa la répulsion des critiques et du grand public de l'époque. C'est seulement après sa mort que les ventes devinrent importantes.
Il y a beaucoup de divergences entre les critiques d'Augusto dos Anjos sur l'appréciation de son œuvre, et les positions sont généralement extrêmes. Quoi qu'il en soit, que ce soit par des critiques acides et destructrices ou au contraire enthousiastes et exaltées, Augusto dos Anjos est loin de passer inaperçu dans la littérature brésilienne.

#### Point de vue biographique
L'aspect mélancolique de sa poésie, qui la marque profondément, est interprétée de diverses manières. Un certain nombre de critiques, dont Ferreira Gullar, l'estime fondamentalement liée à la biographie de son auteur. Pour Gullar, les conditions de dépendance culturelles rendent difficiles une expression littéraire comme celle d'Augusto dos Anjos du fait qu'elle rompt avec l'imitation de la littérature européenne. Cette rupture d'Augusta dos Anjos viendrait moins d'une critique de la littérature que d'une vision existentielle, fruit de son expérience personnelle et de son tempérament, qu'il tente d'exprimer sous forme poétique.
La poésie d'Augusto do Anjos présente, selon Gullar, des aspects de la poésie moderne : vocabulaire prosaïque mélangé à des termes poétiques et scientifiques ; démonstration de sentiments et de phénomènes non à travers des signes abstraits mais d'objets et d'actions quotidiennes ; l'adjectivation et les situations rares qui transmettent une sensation de perplexité. Il compare le mélange de vocabulaire populaire avec des termes érudits que fait le poète avec l'usage qu'en fait aussi Graciliano Ramos. Il décrit encore les recours stylistiques d'Augusto dos Anjos pour thématiser la mort, personnage central de sa poésie, et les compare à João Cabral de Melo Neto, chez qui la mort est présentée de manière crue et naturelle.

#### Point de vue psychanalytique
D'autres, comme Chico Viana, cherchent à expliquer cette mélancolie à travers des concepts psychanalytiques. Pour Sigmund Freud, la mélancolie est un sentiment que l'on peut voir comme une lutte, mais se caractérise par la connaissance du mélancolique vis-à-vis de l'objet perdu. L'origine de la mélancolie de la poésie d'Augusto dos Anjos serait, d'après certains critiques, le reflet d'influences politiques avec ses problèmes familiaux et un conflit œdipien provenant de son enfance.

#### Point de vue Bloomien
Il y a également ceux qui tentent d'analyser la poésie d'Augusto dos Anjos en se fondant sur sa créativité d'artiste, en accord avec le concept de « mélancolie de la créativité » du critique littéraire nord-américain Harold Bloom. L'artiste serait pleinement conscient de sa capacité en tant que poète et de son potentiel à réaliser une grand œuvre, manifestant ainsi le phénomène de la « malédiction de l'arrivée tardive ». Sa mélancolie viendrait de sa difficulté à dépasser les « maîtres » et à réaliser quelque chose de nouveau. Sandra Erickson publia un livre sur la mélancolie de la créativité dans l'œuvre d'Augusto dos Anjos, dans lequel elle porte une attention particulière à la nature sublime de sa forme poétique et à son appropriation géniale des traditions occidentales. Selon elle, le sonnet est l'égide du poète qui, s'en munissant, parvient à s'insérer parmi les grands de la tradition occidentale.

#### Points de vue unanimes
De manière générale, cependant, on reconnaît l'originalité de sa poésie. Selon Álvaro Lins et Carlos Burlamaqui Kopke, sa singularité est liée à la solitude, qui caractérise aussi son angoisse. Eudes Barros, dans son livre A Poesia de Augusto de Anjos : uma Análise de Psicologia e Estilo (La poésie d'Augusto de Anjos : une analyse de la psychologie et du style), note dans ses poèmes l'utilisation inhabituel d'adjectifs et qualifie ses substantifs d'extrêmement synesthésiques, créant des dimensions inconnues des adjectifs conventionnels. Manuel Bandeira met en avant l'utilisation des synérèses comme moyen de représenter l'impossibilité de la langue ou de la matière à exprimer les idées de l'esprit. Cela dit, les recours stylistiques d'Augusto dos Anjos sont reconnus comme étant géniaux.
Les images de l'œuvre poétique d'Augusto dos Anjos se caractérisent par la tératologie exacerbée, par des images de douleur, d'horreur et de mort. L'usage de la rationalité, et ainsi de la science, serait un moyen de dépasser l'angoisse de la matérialité et des sentiments. Mais la science, qui marque fortement sa poésie, que ce soit par une valorisation ou à travers des termes et concepts scientifiques, porte en elle la souffrance, comme le note Kopke.
On remarque aussi la répétition de thèmes dans cette poésie, et un sentiment de solidarité universelle, lié à la déshumanisation de la nature et même de l'humain lui-même, dont tous les êtres se réduiraient à une seule condition.
Les images de l'œuvre poétique rendent ses thèmes particuliers. Idéalisme et matérialisme, dualisme et monisme, hétérogénéité et homogénéité, amour et douleur, mort et vie, « Tudo convém para o homem ser completo » (tout convient pour que l'homme soit complet), comme le dit le poète lui-même dans Contrastes.

### Curiosités de l'œuvre littéraire
- Un exemplaire de Eu fait partie de la bibliothèque de la Faculté de Médecine de l'Université Fédérale de Rio de Janeiro en raison des termes scientifiques qu'Augusto do Anjos a utilisé dans ses poèmes.
- Eu e outras poesias, que l'on peut trouver gratuitement en PDF est la réunion du livre Eu avec d'autres poèmes considérés posthumes à son œuvre.

## Académie des Lettres du Paraíba
Augusto dos Anjos est mécène du siège no 1 de l'Académie des Lettres du Paraíba, fondé par le juriste et essayiste José Flósculo da Nóbrega, qui a eu comme premier occupant son biographe Humberto Nóbrega et qui est actuellement occupé par José Nêumanne Pinto.

## Sources bibliographiques
- (pt) ANJOS, Augusto dos. Obra Completa. Rio de Janeiro: Nova Aguilar, 1996.
- (pt) BARROS, Eudes. A poesia de Augusto dos Anjos: uma análise de psicologia e estilo. Rio de Janeiro: Ouvidor, 1974.
- (pt) ERICKSON, Sandra S. F. A melancolia da criatividade na poesia de Augusto dos Anjos. João Pessoa: Éditeur Universitária, 2003.
- (pt) GULLAR, Ferreira. "Augusto dos Anjos ou vida e morte nordestina". In: ANJOS, Augusto dos. Toda a poesia; com um estudo crítico de Ferreira Gullar. Rio de Janeiro: Paz e Terra, 1978.
- (pt) VIANA, Chico (Pseudonyme de Francisco José Gomes Correia). O evangelho da podridão: culpa e melancolia em Augusto dos Anjos. João Pessoa: UFPB, 1994.
- (pt) _____. A sombra e a quimera: escritos sobre Augusto dos Anjos. João Pessoa: Idéia/Universitária, 2000.

Sur la page de l'USP, sur Internet, sont données les indications de lecture suivantes :
- (pt) PROENÇA, Manuel Cavalcanti de. O artesanato em Augusto dos Anjos, em Augusto dos Anjos e outros ensaios. Rio de Janeiro/Brasília: Grifo/INL, 1973;
- (pt) MAGALHÃES JUNIOR, Raimundo de. Poesia e vida de Augusto dos Anjos. Rio de Janeiro: Civilização Brasileira, 1978;
- (pt) ROSENFELD, Anatol. A costela de prata de Augusto dos Anjos, dans Texto e contexto. São Paulo: Perspectiva, 1973.